# Certosa di Pavia
Certosa di Pavia est une commune de la province de Pavie, dans la région Lombardie, en Italie.

## Monuments
- La  chartreuse de Pavie, qui a donné son nom à la localité.

## Administration
| Période                                  | Période  | Identité           | Étiquette | Qualité |
| ---------------------------------------- | -------- | ------------------ | --------- | ------- |
| 14 juin 2004                             | En cours | Bruno Garlaschelli |           |         |
| Les données manquantes sont à compléter. |          |                    |           |         |

### Hameaux
Cascine Calderari, Samperone, Torre del Mangano (siège de la mairie), Torriano. 

### Communes limitrophes
Borgarello, Giussago, Marcignago, Pavia di Udine, Vellezzo Bellini.